# 27P/Crommelin
27P/Crommelin znana również jako Kometa Pons-Coggia-Winnecke-Forbes – kometa okresowa, należąca do grupy komet typu Halleya.

## Odkrycie i nazwa
Kometę tę odkrył astronom francuski Jean-Louis Pons 23 lutego 1818 roku w obserwatorium w Marsylii (Francja).   
W oficjalnej nazwie znajduje się jednak nazwisko astronoma brytyjskiego Andrew Crommelina, który jako pierwszy obliczył orbitę tej komety.

## Orbita komety
Orbita komety 27P/Crommelin ma kształt bardzo wydłużonej elipsy o mimośrodzie 0,919. Jej peryhelium znajduje się w odległości 0,75 j.a., aphelium zaś 17,72 j.a. od Słońca. Jej okres obiegu wokół Słońca wynosi ponad 28 lat, nachylenie do ekliptyki to wartość 28,97˚.

## Właściwości fizyczne
Jądro tej komety ma wielkość kilka lub kilkanaście km.